# هایگ گودنیان
هایک گیوتنیان (ارمنی: Հայկ Սարգսի Կյուտենյան (Գյուտենյան)؛ انگلیسی: Haig Gudenian)، که به هایگ گودنیان در انگلیسی شناخته می‌شود (۱۹ مهٔ ۱۸۸۵ – ۱۲ مهٔ ۱۹۷۲)، ویولونیست، آهنگساز و نویسنده ارمنی-آمریکایی بود وی بین سال‌های ۱۹۰۴ تا ۱۹۵۹ میلادی فعالیت می‌کرد. او در سال ۱۹۰۴ از زادگاهش قسطنطنیه خارج شد و به اروپای غربی رفت، جایی که زیر نظر وِیگسلاف نُوواک، اوتاکار سوچیک، سزار تامسون و متیو کریکبوم موسیقی و ویولن را آموخت. در اجراهای کنسرتی خود با استفاده از یک ویولن اسپانیایی نادر متعلق به قرن هجدهم، به خاطر مهارت‌های برجسته‌اش به عنوان ویولونیست شناخته شد و همچنین به خاطر معرفی موسیقی خاورمیانه، به‌ویژه موسیقی آناتولی و قفقاز به مخاطبان اروپایی و آمریکایی معروف بود؛ تقریباً تمام آثار متعدد او الهام‌گرفته از میراث فرهنگی متنوع این منطقه بودند. از جمله آثار او می‌توان به قطعه‌هایی مانند «چوپان ارمنی»، «آهنگ عاشقانه ارمنی» و «پسر عربی» اشاره کرد که زندگی و ایده‌آل‌های مردم ارمنستان را به تصویر می‌کشند. ویولونیست‌هایی چون جاشا هایفیتز و مکس روزن، و همچنین پیانیست پرسی گریجر آثار مختلفی از او را در برنامه‌های خود گنجانده بودند.

## اوایل زندگی
گودنیان در شهر کایسری در امپراتوری عثمانی به دنیا آمد، او به دانشگاه ترکی استانبول رفت، سپس در سال ۱۹۰۴ به بروکسل نقل مکان کرد، جایی که زیر نظر سزار تامسون و متیو کریکبوم ویولن آموخت. در پراگ، او ویولن را زیر نظر اوتاکار سوچیک و آهنگسازی را با نُوواک فراگرفت. پس از اتمام تحصیلاتش، او به مدت چند سال در چکسلواکی، ترکیه، قفقاز، ایران و مصر سفر کرد و اطلاعات موسیقی سنتی فولکلور و رقص‌های این کشورها را جمع‌آوری و جذب کرد، و سپس دو سال را در بالکان گذراند. او در شهرها و شهرستان‌های اصلی بلغارستان و رومانی به اجرای کنسرت پرداخت و تحت حمایت سلطنتی بود؛ او همراه با ویولونیست رومانیایی جورج انسکو برای کارمن سیلوا در کاخ خود در بخارست اجرا کرد. او در شهرهای بزرگی چون بوداپست، مونیخ، ژنو، مارسی، پاریس و دیگر شهرهای مهم اروپای قاره‌ای اجرا کرد و در ژانویه ۱۹۱۸ در دوران جنگ جهانی اول از فرانسه به نیویورک رفت. او تحت مجوز وزیر فرانسوی به عنوان سفیر فرستاده شد و وقت زیادی را به کارهای صلیب سرخ و کمک به ارامنه در ایالات متحده اختصاص داد. به محض ورودش به ایالات متحده، او به‌طور مخفیانه با الیو پیبادی در سن چارلز، میزوری ازدواج کرد؛ آنها در تئاتر ادئون در سنت لوئیس که گودنیان در آنجا برای کمک به صندوق کمک به ارامنه سوریه‌ای اجرا کرده بود، یکدیگر را ملاقات کرده بودند.
ازدواج آنها خیلی کوتاه بود، زیرا گودنیان همان سال با پیانیست کاترین لو (۱۹۰۱–۱۹۹۷) از ایست لنسینگ، میشیگان ازدواج کرد. او در نیویورک، واشینگتن دی سی، و شیکاگو اجرا کرد و به عنوان سولوئیست در ارکسترهای سمفونیک سنت لوئیس و فیلادلفیا ظاهر شد.

## حرفه
گودنیان به مدت دو سال (۱۹۲۰–۱۹۲۲) در هیئت علمی کنسرواتوار موسیقی سینسیناتی به عنوان معلم ویولن، گروه‌نوازی و رپرتوار خدمت کرد و در مدرسه موسیقی آلیس بکر-میلر در دیتون، اوهایو آموزش ویولن داد. او سه قطعه از آثار خود را در یک کنسرت پرومناد در ۲۷ اوت ۱۹۲۵ در کوئین‌هال لندن به اجرا درآورد: «گوسفندچران»، «فروشنده شیرینی» و «پاستورال»، که همه آن‌ها توسط هنری وود ارکستراسیون شده بودند. ایده‌های موسیقایی او در آن زمان در لندن مورد بحث‌های زیادی قرار گرفت، طبق گفته موسیقی‌شناس انگلیسی ارنست نیولندسمیت که این موضوعات را در سخنرانی‌ای که در دانشگاه آکسفورد در ۲۱ مه ۱۹۳۱ ایراد کرد، ذکر نمود.
او و همسرش کاترین پس از جنگ جهانی اول به‌طور مکرر در مناطق غربی ایالات متحده جابه‌جا شدند و در شهرهای لنسینگ، میشیگان؛ سنت لوئیس، میزوری؛ سینسیناتی و دیتون، اوهایو و کانرسویل، ایندیانا زندگی کردند.